# Кільця Ейрі

Зображення Ейрі кілець змодельоване на комп'ютері. Інтенсивності подані в градації сірого, щоб збільшити яскравість зовнішніх кілець.

Кільця Ейрі (або фігури Ейрі́) — в оптиці, це зображення найбільш сфокусованого пучка світла, створеного ідеальною лінзою з круговою апертурою, обмежене дифракцією світла.
Дифракційна картина, утворена в результаті рівномірно освітленої кругової апертури, має світлу центральну обасть, відому як диск Ейрі, що разом із світлими концентричними кільцями навколо, називається Ейрі картиною. Названі на честь Джорджа Біделя Ейрі. Феномен утворення диску та кілець був відомий ще до Ейрі; Джон Гершель описав появу зображення світлої зірки через телескоп з великим збільшенням в статті про світло для Encyclopedia Metropolitana у 1828.